# La princesa errante
La princesa errante (流転の王妃 Ruten no ōhi?) es una película dramática japonesa de 1960, dirigida por Kinuyo Tanaka, escrita por Natto Wada y basada en las memorias de Hiro Saga. Fue la cuarta película dirigida por Tanaka y la primera que rodó en color y formato cinemascope.

## Sinopsis
Tokio, 1937. Ryūkō es una chica despreocupada de origen noble que sueña con ser pintora y vive con sus padres y su abuela en una casa familiar de lujo. Cuando el general Asabuki se convierte en el embajador del Ejército propone un matrimonio entre Ryūkō y Futetsu, el hermano pequeño del emperador del Manchukuo, la familia inicialmente se muestra reticente. Pero por razones políticas, el prestigio y un primer encuentro donde Futetsu dio una buena impresión acabaron por convencer a la familia y el matrimonio se celebró el 3 de abril de 1937.
Después de casarse Ryūkō se marcha de Japón con su marido, es presentada al emperador de Manchukuo y la pareja se traslada a Hsinking. En 1938, Ryūkō da a luz a una hija, Eisen, y el matrimonio parece feliz. Este período de felicidad se ve bruscamente interrumpido por la invasión soviética de Manchuria en agosto de 1945. Futetsu es hecho prisionero por los soviéticos mientras que Ryūkō y sus parientes se ven obligados a huir a Corea. Tras diecisiete meses marcados por largas y agotadoras marchas, privaciones y una estancia en la prisión de Yanji durante la cual la emperatriz, Wan Rong, muere de desnutrición y carencia de opio, Ryūkō y su hija Eisen finalmente consiguen regresar a Japón.
En Japón Eisen crece rodeada de su madre y sus abuelos y se convierte en una joven alegre y juguetona. Ryūkō finalmente recibe noticias de su marido Futetsu, todavía encarcelado, y a la pareja se les permite intercambiar cartas cuando una nueva desgracia les afecta. Su hija Eisen es hallada muerta en diciembre de 1957 en el Monte Akagi, después de lo que parece ser un suicidio amoroso.

## Reparto

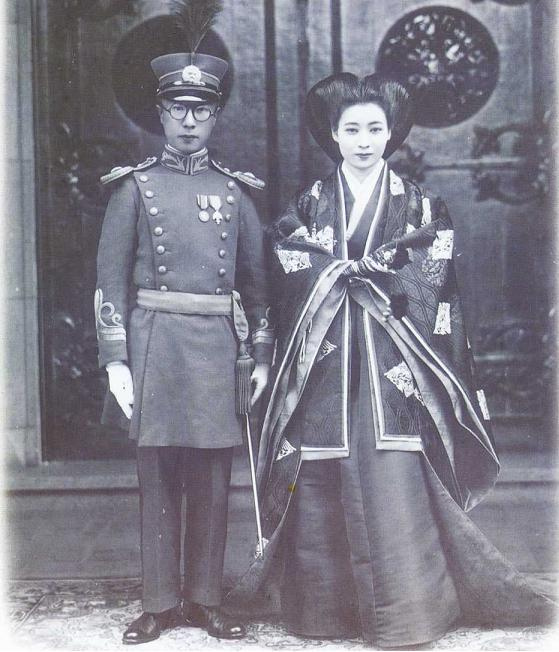
Fotografía de boda de Pujie y Hiro Saga en 1937.

- Machiko Kyō como Ryuko (Hiro Saga)
- Eiji Funakoshi como Futetsu (Pujie)
- Yomei Ryu como Fubun (Puyi)
- Sadako Sawamura como Kazuko Sugawara
- Shozo Nanbu como Hidesato Sugawara
- Chieko Higashiyama como Nao Sugawara
- Ryozo Yoshii como Kosuke Takahashi
- Kiyoko Hirai como Tsuruko Takahashi
- Tatsuya Ishiguro como Furuya
- Ken Mitsuda como Asabuki
- Mitsuko Mito como Izumi
- Chishū Ryū como Kinoshita

## Producción
Unos meses después de la publicación, en agosto de 1959, de las memorias de Hiro Saga (bajo el nombre de Hiro Aishinkakura, pronunciación japonesa de los ideogramas de su apellido de casada, Hiro Aisin-Gioro), se puso en marcha un proyecto cinematográfico y se firmó un contrato entre Hiro Saga, su hija menor Kosei, Kinuyo Tanaka, Machiko Kyō y Hideo Matsuyama, el director general de Daiei. Desde el principio, la película estaba concebida para ser una josei eiga (película para mujeres). De tal manera que la película no solo habla sobre mujeres y está dirigida a un público femenino, sino que también está realizada por mujeres, con Kinuyo Tanaka en la dirección, mientras que Natto Wada fue la encargada de escribir el guion.
La princesa errante es la cuarta película dirigida por Kinuyo Tanaka y la primera que rodó en color. Ocupó el vigésimo sexto puesto entre las mejores películas japonesas de 1960, según la lista elaborada por la revista de cine Kinema Junpō.